# Rännstensungar (1974)
Rännstensungar är en svensk dramafilm från 1974, i regi av Torgny Anderberg. Filmen är baserad på Åke Hodells pjäs Rännstensungar och är en nyinspelning av filmen med samma namn från 1944.

## Handling
Den rullstolsburna Ninnis mor dör. Efter detta tar konstnären Johan Fahlén (Cornelis Vreeswijk) hand om Ninni. Trots att Ninni är rullstolsburen lovar Fahlén henne att hon en dag skall kunna gå. Medan Fahlén försöker försörja dem båda utkämpar han en vårdnadstvist med Malinda Karlsson (Monica Zetterlund), som tycker att det är skandal att en konstnär som knappt kan ta hand om sig själv även ska ta hand om en rörelsehindrad ung flicka. En sympatisk socialassistent (Anita Lindblom) hjälper Fahlén med att marknadsföra tavlorna. Kort efter besöket hos en gallerist blir Fahlén gripen av polisen, misstänkt för att ha stulit pengar från sin granne frukthandlaren, men kvarterets busungar har sett de verkliga förbrytarna och samlar ihop granngängen för att hjälpa Fahlén ur knipan.

## Rollista (i urval)
- Cornelis Vreeswijk - Johan Fahlén, konstnär
- Anita Lindblom - Ingrid Sanner, socialassistent
- Monica Zetterlund - Malinda Karlsson, portvakt
- Karin C. Falck - Ninni
- Frej Lindqvist - Läkare
- Arne Källerud - Jaffe, frukt- och grönsakshandlare
- Gösta Prüzelius - Henrik Högstrand, direktör
- Monica Ekman - Märta Högstrand, hans fru
- Mikael Mårdstam  - Paul Högstrand, deras adoptivson
- Hans Lindgren- Kommissarie Lindberg
- Lasse Lundgren - Lösdrivande gårdsmusikant, tjuv
- Urban Sahlin - Lösdrivande gårdsmusikant, tjuv
- Lars Lennartsson - Lindberg, galleriägare
- Sten Ardenstam - Wendel, konsthandlare
- Eivor Landström - Grannfru
- Gunnel Wadner - Grannfru
- Rännstensungar
- Johan Andersson - Mysen
- Klas Andersson - Bigge
- Maria Andersson - Maria
- Mikael Gordin - Gurkan
- Håkan Pohl - Rolle
- Niclas Sjögren - Fisen
- Maria Strid - Pyret
- Stefan Grybe - Kurre

## Musik i filmen
- I min lilla, lilla värld av blommor, kompositör Ernfrid Ahlin text Roland
- Räkna de lyckliga stunderna blott, kompositör Jules Sylvain text Karl-Ewert
- Den gula paviljongen, kompositör John Redland text Emil Norlander
- Vad ska dockan heta?, kompositör och text Cornelis Vreeswijk
- Vaggvisa, kompositör och text Cornelis Vreeswijk
- Rännstensungar, kompositör och text Cornelis Vreeswijk